# 眉县薹草
眉县薹草（学名：Carex meihsienica）为莎草科薹草属的植物，是中国的特有植物。分布于中国大陆的陕西省等地，生长于海拔1,100米至1,400米的地区，多生长在山谷沟旁，目前尚未由人工引种栽培。